# توني باري (لاعب كرة قدم)
توني باري (بالإنجليزية: Tony Parry)‏ هو لاعب كرة قدم بريطاني في مركز الدفاع، ولد في 8 سبتمبر 1945 في Burton upon Trent ‏ في المملكة المتحدة، وتوفي في 23 نوفمبر 2009 بسبب ذات الرئة. لعب مع ديربي كاونتي ونادي بيرتن ألبيون ونادي مانسفيلد تاون ونادي هارتلبول يونايتد.